# Grambling
Grambling – miasto w Stanach Zjednoczonych, w stanie Luizjana, w parafii Lincoln.